# قائمة أعلام روسيا
استخدمت روسيا عبر تاريخها أعلامًا مختلفة، تميزت باختلافها وتنوعها. تتضمن هذه القائمة أعلامًا روسيا (اتحادية، وإدارية، وعسكرية)، أستخدمت خلال فترة روسيا القيصرية (1547–1721)، والإمبراطورية الروسية (1721 - 1917)، والاتحاد الروسي الحالي (1991 حتي الآن). تتضمن كذلك أعلام الاتحاد السوفيتي السابق بين سنة (1922 - 1991)، كاتحاد فيدرالي يضم خمسة عشر دولة من جمهوريات الاتحاد السوفيتي السابق، وجمهورية روسيا الاتحادية الاشتراكية السوفياتية (1917 - 1991).

## أعلام الاتحاد الروسي

### علم الدولة
| علَم | تاريخ                 | الاستخدام  | وصف |
| --- | --------------------- | ---------- | --- |
|     | 1991-1993             | State flag | علم الاتحاد الروسي من 12 ديسمبر 1991 إلى 11 ديسمبر 1993. استخدام من قبل المتظاهرين المناهضين للجنة الدولة لحالة الطوارئ خلال محاولة انقلاب 1991 في الاتحاد السوفيتي ثم كعلم لجمهورية روسيا الاتحادية الاشتراكية السوفياتية خلال الأشهر الأخيرة لاتحاد الجمهوريات الاشتراكية السوفياتية. لا يزال مستخدم في سجل شعارات الدولة. |
|     | 1993 إلى الوقت الحاضر | State flag | أستخدم ثلاث مرات المرة الأولي، خلال مرسوم رئيس الاتحاد الروسي "بشأن علم الدولة للاتحاد الروسي"، المعتمد في 11 ديسمبر 1993، ثم القانون الدستوري "حول علم الدولة للاتحاد الروسي" المعتمد في 25 ديسمبر 2000. |

### أعلام رئاسية
| الشعار | تاريخ                 | الاستخدام                                     | وصف                                   |
| ------ | --------------------- | --------------------------------------------- | ------------------------------------- |
|        | 1994 إلى الوقت الحاضر | الشعار الرئاسي                                | الشعار الرئاسي الحالي للاتحاد الروسي. |
|        | 1994 إلى الوقت الحاضر | علم الرئيس بصفته القائد الأعلى للقوات المسلحة |                                       |

### أعلام عسكرية
بعد إنتهاء الاتحاد السوفيتي سنة 1991، ظلت العديد من أعلام الحقبة السوفيتية مستخدم لفترة معينة حتى حلت محلها تصميمات جديدة للإعلام في أوائل القرن الحادي والعشرين. الأعلام الجديدة للقوات المسلحة للاتحاد الروسي مستوحاة بشكل كبير من لافتات وأعلام الجيش والبحرية الإمبراطورية الروسية السابقة.

#### أعلام فروع القوات المسلحة
| علَم | تاريخ                 | الاستخدام                      | وصف |
| --- | --------------------- | ------------------------------ | --- |
|     | 2003 إلى الوقت الحاضر | علم وزارة الدفاع               | |
|     | 2004 إلى الوقت الحاضر | علم القوات البرية              | |
|     | 2000 إلى الوقت الحاضر | علم البحرية                    | إحياء راية البحرية الإمبراطورية الروسية سنة 1992، وحلت محل العلم البحري في الحقبة السوفيتية، ولكن التصميم الجديد ظلًا أفتح من اللون الأزرق، بدلاً من اللون الأزرق الداكن التقليدي. تغيير العلم إلى مظهره التاريخي الأصلي باللون الأزرق الداكن، في 29 ديسمبر 2009. |
|     | 2015 إلى الوقت الحاضر | علم القوات الجوفضائية الروسية  | |
|     | 2004 إلى الوقت الحاضر | علم قوات الإنزال الجوي الروسية | خطوط أفقية ذات لونين، الأزرق والأخضر، مشوهة بشعار قوات الإنزال الجوي الروسية. |
|     | 2004 إلى الوقت الحاضر | علم قوات الصواريخ الاستراتيجية | |

#### أعلام القوات البرية
أعلام أسلحة القوات البرية للاتحاد الروسي
| علَم | تاريخ | إستخدام                                          | وصف                                                                           |
| --- | ----- | ------------------------------------------------ | ----------------------------------------------------------------------------- |
|     | 2005– | علم سلاح المهندسين الروسي                        |                                                                               |
|     | 2005– | علم قوات الحماية النووية والبيولوجية والكيميائية |                                                                               |
|     | 2006– | علم قوات الصواريخ والمدفعية                      |                                                                               |
|     | 2007– | علم قوات الدفاع الجوي للقوات البرية              | لا ينبغي الخلط بينه وبين قوات الدفاع الجوي التابعة القوات الجوفضائية الروسية. |
|     | 2007– | علم قوات الإتصالات الروسية                       |                                                                               |
|     | 2005– | علم مديرية المخابرات الرئيسية                    |                                                                               |
|     | 2007– | علم قوات الحرب الإلكترونية [الإنجليزية]          |                                                                               |
|     | 2007– | علم قوات السكك الحديدية                          |                                                                               |
|     | ؟-    | علم قوات العمليات الخاصة                         |                                                                               |

#### أعلام القوات الجوفضائية الروسية
القوات الجوية الفضائية هي فرع من القوات المسلحة للاتحاد الروسي، ولها ثلاثة فروع هي القوات الجوية الروسية ، وقوات الدفاع الجوي، وقوات الفضاء الروسية . قوات الدفاع الجوي ليس لديها علم.
| علَم | تاريخ | استخدام           | وصف                                             |
| --- | ----- | ----------------- | ----------------------------------------------- |
|     | 2004– | علم القوات الجوية |                                                 |
|     | 2015– | علم قوات الفضاء   | اللوان أزرق فاتح عليه شعار قوات الفضاء الروسية. |

#### أعلام خطوط المشاه للقوات المسلحة
| علَم | تاريخ     | استخدام                 | وصف |
| --- | --------- | ----------------------- | --- |
|     | 2004-2009 | علم مشاه القوات المسلحة |     |

#### أعلام المناطق العسكرية
| علَم | تاريخ | استخدام                       | وصف |
| --- | ----- | ----------------------------- | --- |
|     | 2016– | علم المنطقة العسكرية الغربية  |     |
|     | 2016– | علم المنطقة العسكرية الجنوبية |     |
|     | 2016– | علم المنطقة العسكرية المركزية |     |
|     | 2016– | علم المنطقة العسكرية الشرقية  |     |

#### أعلام القوات المسلحة
كل فرع من فروع القوات المسلحة لديه راية تمثيلية، واحدة للقوات البرية ، والقوات الجوية الفضائية ، والبحرية ، وواحدة لتمثيل القوات المسلحة بأكملها ككل.
| علم | خلفية العلم | تاريخ     | استخدام                                   | وصف |
| --- | ----------- | --------- | ----------------------------------------- | --- |
|     |             | 2000-2003 | علم القوات المسلحة                        | هو العلم الأول للقوات المسلحة للاتحاد الروسي في 8 ديسمبر 2000، وأكدها مجلس الاتحاد لاحقًا في 20 ديسمبر ووقعها فلاديمير بوتين في 29 ديسمبر. العلم أحمر عاديًا، ويرمز إلى اللون الأحمر القوات المسلحة السوفيتية . |
|     |             | 2003–     | علم القوات المسلحة                        | أنشأ العلم الحالي للقوات المسلحة للاتحاد الروسي بموجب قرار اتخذه مجلس الدوما في يونيو 2003. يتكون العلم من نسرين برأسين ، على الوجه شعار روسيا ، وعلى الجانب الخلفي الشعار الأوسط للقوات المسلحة للاتحاد الروسي. تتبع اللافتة مبادئ وشكل الأعلام العسكرية الروسية الأقدم تاريخيًا والتي تم استخدامها آخر مرة قبل الثورة الروسية في عام 1917. كما أنها تحتوي على أربع نجوم في كل ركن من أركان الراية ترمز إلى معارك القوات المسلحة السوفيتية . يحتوي الجانب الخلفي للعلم على قطعتين من النص مكتوبتين بالخط السلافي القديم، ويحتوي الجانب العلوي من اللافتة على نقش "الوطن" ("Отечество") وعلى الجانب السفلي يقرأ النقش "الواجب [و] الشرف" (" دولغ شيست"). |
|     |             | 2002–     | علم القوات البرية                         | أنشأ علم القوات البرية الروسية بموجب المرسوم رقم 141 في 4 فبراير 2002 من قبل فلاديمير بوتين. وهي مشابهة للراية الاخري المستخدمة لروسيا، ولكنها لا تحتوي على نجوم أو نقوش، وعلى الجانب الخلفي يوجد الشعار الأوسط للقوات البرية الروسية. |
|     |             | 2002–     | راية القوات الجوية/القوات الجوية الفضائية | أنشأ علم القوات الجوية الروسية بموجب المرسوم رقم (141) في 4 فبراير 2002 من قبل فلاديمير بوتين. أصبح شعار فرع القوات الفضائية الروسية الذي أنشأ حديثًا، وسهد اندماج بين القوات الجوية الروسية وقوات الدفاع الجوي في 1 أغسطس 2015. |
|     |             | 2000–     | علم البحرية                               | يستخدم العلم البحري وقع الرئيس الروسي فلاديمير بوتين في 29 ديسمبر 2000، اتحاديًا يجعل العلم الرسمي للبحرية الروسية. |

#### علم النصر
راية النصر هي راية تاريخية رفعها الجيش الأحمر فوق مبنى الرايخستاغ في برلين في الأول من مايو عام 1945. تعتبر هذه الراية إنتصارا على ألمانيا النازية ، وكان بمثابة الرمز الرئيسي لانتصار الاتحاد السوفيتي . عدل في القانون الروسي سنة 1996، بتصميم جديد بعيداً عن رموز وعلامات الشيوعية. وبعد ضغوط من المشاركين في الجيش الأحمر سابقآ، استخدام راية النصر الأصلي محل تصميم الحالي سنة 1996، ومنذ ذلك الحين استخدام في كل مسيرات يوم النصر الروسيا تقريبًا الذي أقيم في جميع أنحاء روسيا.
| علم | تاريخ     | استخدام         | وصف |
| --- | --------- | --------------- | --- |
|     | 1996-2007 | شعار راية النصر | استخدام شعار راية النصر بديلاً لاستخدام راية النصر التاريخية التي تحتوي على رمز المطرقة والمنجل.                                  |
|     | 2007–     | راية النصر      | رفع راية النصر على مبنى الرايخستاغ عام 1945. استخدمت النسخ المتماثلة من راية النصر بجانب العلم الوطني في عيد النصر على النازية . |

#### أوسمة
| وسام | تاريخ | استخدام                                                            | وصف |
| ---- | ----- | ------------------------------------------------------------------ | --- |
|      | 2003– | راية وزير الدفاع                                                   |     |
|      | ؟-    | أوسمة رئيس الأركان العامة                                          |     |
|      | ؟-    | راية القائد الأعلى للقوات البرية                                   |     |
|      | ؟-    | وسام القائد الأعلى للبحرية                                         |     |
|      | 2015– | وسام القائد الأعلى للقوات الجوية                                   |     |
|      | ؟-    | لواء قائد القوات الجوية – نائب القائد العام للقوات الجوية الفضائية |     |
|      | ؟-    | راية قائد قوات الصواريخ الاستراتيجية [الإنجليزية]                  |     |
|      | ؟-    | معيار قائد قوات الفضاء [الإنجليزية]                                |     |
|      | ؟-    | علم قائد القوات المحمولة جوا [الإنجليزية]                          |     |

### أعلام دبلوماسية
يحتوي هذا القسم علي أعلام مختلف المنظمات شبه العسكرية الحكومية التي ليست جزءًا من الجيش الروسي، ولكنها منظمة بشكل مماثل حسب نظام التصنيف والزي الرسمي ومجهزة بأسلحة خفيفة وثقيلة.

#### أعلام قوات الأمن غير العسكرية
| علَم | تاريخ     | إستخدام                                              | وصف                                    |
| --- | --------- | ---------------------------------------------------- | -------------------------------------- |
|     | 1992–     | علم وزارة حالات الطوارئ                              |                                        |
|     | 1992–     | علم الأقسام التابع لوزارة حالات الطوارئ              |                                        |
|     | 2003–     | علم خدمة الحدود التابعة لجهاز الأمن الفيدرالي        |                                        |
|     | 2005–     | علم الخدمة الفيدرالية للتعاون العسكري الفني          |                                        |
|     | 2008–     | علم خفر السواحل                                      | خطين أزرق وأبيض على خلفية خضراء فاتحة. |
|     | 1994–     | علم دائرة الجمارك الفيدرالية                         | خطين أبيض على خلفية خضراء داكنة.       |
|     | 2001–     | علم خدمة البريد السريع                               |                                        |
|     | 2005–     | علم خدمة السجون الفيدرالية                           |                                        |
|     | ؟-        | علم المديرية الرئيسية للبرامج الخاصة لرئيس الجمهورية |                                        |
|     | 2008–     | علم مكتب النائب العام                                |                                        |
|     | ؟-        | علم لجنة التحقيق                                     |                                        |
|     | 2006–     | علم الخدمة الفيدرالية للمحضرين                       |                                        |
|     | ؟-        | علم وزارة الداخلية                                   |                                        |
|     | ؟-        | علم وزارة الداخلية                                   |                                        |
|     | 2007-2016 | علم دائرة الهجرة الفيدرالية                          |                                        |
|     | 2000-2016 | علم الخدمة الفيدرالية للبناء الخاص [الإنجليزية]      |                                        |
|     | ؟-        | علم الإدارة العامة للسلامة المرورية                  |                                        |

#### أعلام الخدمات الخاصة
| علَم | تاريخ     | إستخدام                                                           | وصف |
| --- | --------- | ----------------------------------------------------------------- | --- |
|     | 2001-2003 | علم الوكالة الاتحادية للاتصال الحكومي والإعلام لدى رئيس الجمهورية |     |
|     | 2002–     | علم خدمة الحماية الفيدرالية                                       |     |
|     | 2010–     | علم جهاز الأمن الفيدرالي                                          |     |
|     | 2008–     | علم مدير جهاز الأمن الفيدرالي                                     |     |
|     | 2009–     | علم جهاز المخابرات الأجنبية                                       |     |
|     | 2015-2016 | علم القوات الداخلية                                               |     |
|     | 2016–     | علم قيادة قوات الحرس الوطني                                       |     |
|     | 2016–     | علم الحرس الوطني                                                  |     |

### الرايات
| علَم | تاريخ | إستخدام                                     | وصف |
| --- | ----- | ------------------------------------------- | --- |
|     | 2011– | راية وزارة الصحة                            |     |
|     | 2009– | راية الوكالة الفيدرالية لمصايد الأسماك      |     |
|     | 2009– | راية رئيس الوكالة الفيدرالية لمصايد الأسماك |     |

## أعلام المدن الروسية
| علَم | تاريخ | استخدام                     | وصف                                                                                            |
| --- | ----- | --------------------------- | ---------------------------------------------------------------------------------------------- |
|     | 2003– | علم أباكان                  | خطان أفقيان باللونين الأحمر والأزرق وخلفية بيضاء مع شعار الرافعة.                              |
|     | 1997– | علم أستراخان                | تاج فوقه سيف على خلفية بيضاء مع نمط موجة زرقاء في الأسفل.                                      |
|     | 1999– | علم بيلغورود                | خطان أفقيان: العلوي - الأزرق والسفلي - الأبيض. شعار النبالة للمدينة.                           |
|     | 1995– | علم بارناول                 | وسط مدينة بارناول على خلفية زرقاء.                                                             |
|     | 2002– | علم تشيليابينسك             | جمل أصفر علي جدار مخطط على خلفية خضراء وصفراء.                                                 |
|     | 2002– | علم تشيريبوفيتس             | خطوط لون أزرق على خلفية ذهبية.                                                                 |
|     | 1996– | علم إيركوتسك                |                                                                                                |
|     | 2003– | علم إيفانوفو                | امرأة تستخدم المغزل على خلفية زرقاء بالكامل.                                                   |
|     | 2000– | علم إيجيفسك                 |                                                                                                |
|     | 1996– | علم كالينينغراد             | شعار المدينة علي سفينة على خلفية زرقاء بالكامل.                                                |
|     | 2000– | علم كالوغا                  |                                                                                                |
|     | 2004– | علم قازان                   | تنين يمشي على خلفية خضراء مع وجود خط أخضر رفيع في الأسفل.                                      |
|     | 2010– | علم كيروف                   | يد تحمل قوسًا فوق صليب على خلفية صفراء بالكامل.                                                 |
|     | 2006– | علم كراسنودار               |                                                                                                |
|     | 1995– | علم كراسنويارسك             |                                                                                                |
|     | 2000– | علم كورسك                   |                                                                                                |
|     | 2004– | Flag of مغنيتاغورسك         | A black triangle on a silver‐colored background.                                               |
|     | 1995– | علم موسكو                   | القديس جاورجيوس برمح يمتطي حصانًا فضيًا يطعن زيلانت على خلفية حمراء داكنة.                       |
|     | 2006– | علم نيجني نوفغورود          | غزال أحمر على خلفية بيضاء اللون.                                                               |
|     | 2006– | علم نيجني تاجيل             | شعار نيجني تاجيل على خلفية حمراء.                                                              |
|     | ؟-    | علم نوريلسك                 | دب قطبي يحمل مفتاحًا على خلفية زرقاء وحمراء مقسمة رأسيًا.                                        |
|     | 2018– | علم نوفوكوزنتسك             |                                                                                                |
|     | 2018– | علم نوفوسيبيرسك             |                                                                                                |
|     | 2014– | علم أومسك                   |                                                                                                |
|     | 2012– | علم أورينبورغ               |                                                                                                |
|     | 1998– | علم أوريول                  |                                                                                                |
|     | 2003– | علم أوزيورسك                |                                                                                                |
|     | ؟-    | علم بيرم                    | دب يحمل كتابًا يحتاج الي مفتاح تحت صليب على خلفية حمراء بالكامل.                                |
|     | 2015– | علم بتروبافلوفسك-كامتشاتسكي |                                                                                                |
|     | 2001– | علم بتروزافودسك             |                                                                                                |
|     | 2010– | علم بسكوف                   |                                                                                                |
|     | 1998– | علم روستوف نا دونو          |                                                                                                |
|     | 2001– | علم ريازان                  | تاج علي الرأس وعلى يسار رجل يحمل سيفًا على خلفية صفراء بالكامل.                                 |
|     | 1992– | علم سانت بطرسبرغ            | مرساة سفينة وخطاف يتقاطعان مع بعضهما البعض بالصولجان في تقاطع الاثنين، كل ذلك على خلفية حمراء. |
|     | 1998– | علم سالخارد                 |                                                                                                |
|     | 2015– | علم سامراء                  | شعار المدينة فوق اسم المدينة أمام خلفية مقسمة أفقيًا باللونين الأحمر والأبيض والأزرق.           |
|     | 1997– | علم ساراتوف                 | شعار المدينة علي خلفية زرقاء وبيضاء مقسمة أفقيًا.                                               |
|     | 2006– | علم سيرجييف بوساد           | أسوار مدينة تطفو فوقها على خلفية زرقاء.                                                        |
|     | 2006– | علم سوتشي                   |                                                                                                |
|     | 2014– | علم ستافروبول               |                                                                                                |
|     | 2004– | علم سوزدال                  | طائر يرتدي تاجًا على خلفية زرقاء وحمراء مقسمة أفقيًا.                                            |
|     | 2005– | علم تولياتي                 |                                                                                                |
|     | 2019– | علم تومسك                   | حصان تربية على خلفية خضراء داكنة.                                                              |
|     | 2001– | علم تولا                    |                                                                                                |
|     | 1999– | علم تفير                    |                                                                                                |
|     | 2007– | علم أوفا                    |                                                                                                |
|     | 2005– | علم أولان أودي              |                                                                                                |
|     | 2003– | علم أوليانوفسك              | ثلاثة أعمدة من اللون الأزرق والأبيض والأزرق، مع تاج ذهبي في منتصف الشريط الأبيض.               |
|     | 2010– | علم فيليكي نوفغورود         |                                                                                                |
|     | 1996– | علم فلاديمير                | أسد يحمل صليبًا ويرتدي تاجًا على خلفية حمراء بالكامل.                                            |
|     | 2016– | علم فلاديفوستوك             | شعار المدينة أمام سالتير أزرق على خلفية حمراء.                                                 |
|     | 1999– | علم فولغوغراد               | شعار المدينة فولجوجراد على خلفية حمراء.                                                        |
|     | 2003– | علم فولوغدا                 | يد قوية من السحاب تحمل سيفًا وصليبًا على خلفية حمراء.                                            |
|     | 2008– | علم فورونيج                 |                                                                                                |
|     | 1996– | علم ياكوتسك                 |                                                                                                |
|     | 1996– | علم ياروسلافل               | شعار مدينة ياروسلافل على خلفية زرقاء.                                                          |
|     | 2008– | علم يكاترينبورغ             | فرن وبئر على مقسمة أفقيًا باللون الأخضر والأصفر والأزرق.                                        |
|     | ؟-    | علم زلاتوست                 | حصان أصفر فوق شريط أصفر.                                                                       |

## الأعلام التاريخية لروسيا

### علم الدولة
إنشاء أول علم رسمي لروسيا سنة 1858، استخدام قبلها العديد من الأعلام التجارية لتمثيل روسيا، وأبرزها الألوان الثلاثة الأبيض والأزرق والأحمر التي أمر بها القيصر بطرس الأكبر . أنشئت علم الدولة الروسيا، بموجب مرسوم لتمثيل البلاد رسميًا في الخارج. أصبح العلم ثلاثي الألوان الأسود والأصفر والأبيض أول علم رسمي لروسيا سنة 1858، وكانت الأعلام السابقة أعلامًا غير رسمية لدولة.
| علَم       | تاريخ                               | إستخدام | وصف |
| --------- | ----------------------------------- | --- | --- |
|           | 1668-1693                           | الراية المدنية لقيصرية روسيا | راية سفينة أوريول . |
|           | 1696-1721                           | الراية المدنية لقيصرية روسيا | كان علم بطرس الأكبر يتكون من ثلاثة ألوان هو العلم التجاري للإمبراطورية الروسية . فإن الأعلام التي استخدمها الجيش الروسي كانت أعلامًا عسكرية مع النسر ذي الرأسين، الرمز الإمبراطوري الرسمي، في المنتصف. كان شعار الإمبراطوري هو النسر الأسود ذو الرأسين المعروض على راية ذهبية، والذي يمثل الإمبراطورية والإمبراطور، الحاكم المطلق لروسيا. كان العلم الأسود والأصفر والأبيض مستخدم بين سنة 1858 و 1896، مع استخدام العلم الأبيض والأزرق والأحمر كعلامة تجارية. |
| 1721-1896 | الراية المدنية للإمبراطورية الروسية | | كان علم بطرس الأكبر يتكون من ثلاثة ألوان هو العلم التجاري للإمبراطورية الروسية . فإن الأعلام التي استخدمها الجيش الروسي كانت أعلامًا عسكرية مع النسر ذي الرأسين، الرمز الإمبراطوري الرسمي، في المنتصف. كان شعار الإمبراطوري هو النسر الأسود ذو الرأسين المعروض على راية ذهبية، والذي يمثل الإمبراطورية والإمبراطور، الحاكم المطلق لروسيا. كان العلم الأسود والأصفر والأبيض مستخدم بين سنة 1858 و 1896، مع استخدام العلم الأبيض والأزرق والأحمر كعلامة تجارية. |
|           | 1858-1896                           | علم دولة الإمبراطورية الروسية | بموجب مرسوم من ألكسندر الثاني ، أعيد تشكيل العلم على الألوان الشعارية للإمبراطورية للأعلام واللافتات وغيرها من العناصر في 11 يونيو 1858. أصبح أول علم دولة لروسيا في عام 1865. أعيد تحسين العلم الأبيض والأزرق والأحمر سنة 1883 ولكن ظل اللون الأسود والأصفر والأبيض مستخدم حتى استبداله بالكامل سنة 1896. |
|           | 1896-1917                           | علم دولة الإمبراطورية الروسية | أضاف ألكسندر الثالث مرسوم ملكي سنة 1858 "المتعلق بأعلام تزيين المباني في المناسبات الرسمية" ليحل محله الألوان الأبيض والأزرق والأحمر. استخدام العلم على الأرض وفي البحار. حل محل العلم الأسود والأصفر والأبيض، وأصبح العلم الوطني الرسمي الوحيد في وقتت لتتويج نيقولا الثاني في عام 1896. |
| 1917-1918 | العلم الوطني للجمهورية الروسية      | استمرت الحكومة الروسية المؤقتة والجمهورية الروسية في استخدام نفس العلم بعد الإطاحة بالنظام الملكي في ثورة فبراير . خلال الحرب الأهلية الروسية ، استخدامه العلم من قبل الدولة الروسية في 1918 إلي 1920 والحرس الأبيض بشكل عام حتى هزيمتهم في عام 1923. | |
| 1918-1920 | العلم الوطني للدولة الروسية         | استمرت الحكومة الروسية المؤقتة والجمهورية الروسية في استخدام نفس العلم بعد الإطاحة بالنظام الملكي في ثورة فبراير . خلال الحرب الأهلية الروسية ، استخدامه العلم من قبل الدولة الروسية في 1918 إلي 1920 والحرس الأبيض بشكل عام حتى هزيمتهم في عام 1923. | |
|           | 1918-1937                           | علم دولة جمهورية روسيا الاتحادية الاشتراكية السوفياتية | إنشاء العلم الأول لجمهورية روسيا الاتحادية الاشتراكية السوفياتية بموجب مرسوم جمهوري في 13 أبريل 1918. ومع ذلك، لم ينص القانون قط على رسم أو تصوير رسمي. وبدلاً من ذلك، استخدام علامة حمراء بسيطة بشكل شائع. وجاء المرسوم الجمهوري ينص علي ( علم الجمهورية الروسية موضوع على لافتة حمراء مكتوب عليها: جمهورية روسيا الاتحادية الاشتراكية السوفياتية ( بالروسية : Российская Советская Федеративная Социалистическая Республика )." لم يحدد المرسوم درجة اللون الأحمر المستخدم في العلم، ولا الشعار الدقيق للنقش وحجمه، وشكل العلم نفسه ولون الكلمات وخطها. لا يوجد أي دليل يشير إلى استخدام هذا العلم على الإطلاق. صدر مرسوم جمهوري بشأن علم الدولة الجديد لجمهورية روسيا الاتحادية الاشتراكية السوفياتية في 17 يونيو 1918. قدم القانون حينها، صورة رسمية للعلم. ظهرت الحروف ("RSFSR") بالخط السلافي القديم وكانت محاطة بإطار ذهبي. |
|           | 1937-1954                           | علم دولة جمهورية روسيا الاتحادية الاشتراكية السوفياتية | لافتة حمراء مع اختصار ("RSFSR") بأحرف سيريلية ذهبية في كانتون الشرف. |
|           | 1954-1991                           | علم دولة جمهورية روسيا الاتحادية الاشتراكية السوفياتية | علم الاتحاد السوفييتي مع شريط أزرق ومنجل. |
|           | 1991-1993                           | علم دولة جمهورية روسيا الاتحادية الاشتراكية السوفياتية | علم جمهورية روسيا الاتحادية الاشتراكية السوفياتية من 1 نوفمبر 1991 من 22 أغسطس 1991، بعد انقلاب أغسطس إلى 11 ديسمبر 1993. |

### علم الاتحاد السوفيتي
| علَم | تاريخ     | استخدام                   | وصف                                                                                                |
| --- | --------- | ------------------------- | -------------------------------------------------------------------------------------------------- |
|     | 1922-1923 | علم دولة الاتحاد السوفيتي | العلم الأول للاتحاد السوفييتي هو علم أحمر يتوسطه شعار الدولة ومزخرف باللون الأبيض.                 |
|     | 1923-1924 | علم دولة الاتحاد السوفيتي | العلم الثاني للاتحاد السوفييتي المنجل الذهبي، اعتماد بعد وقت قصير من نهاية الحرب الأهلية الروسية . |
|     | 1924-1936 | علم دولة الاتحاد السوفيتي | العلم الثالث للاتحاد السوفييتي.                                                                    |
|     | 1936-1955 | علم دولة الاتحاد السوفيتي | العلم الرابع للاتحاد السوفييتي، استخدم هذا التصميم بشكل بارز خلال الحرب العالمية الثانية .         |
|     | 1955-1991 | علم دولة الاتحاد السوفيتي | العلم الخامس والأخير للاتحاد السوفيتي.                                                             |

### أعلام شخصية

#### أعلام ملكية
| شعار | تاريخ                | إستخدام                     | وصف                                                                               |
| ---- | -------------------- | --------------------------- | --------------------------------------------------------------------------------- |
|      | ق. 1462              | علم دولة دوقية موسكو الكبرى | استخدام في عهد إيفان الثالث .                                                     |
|      | 1693-1703            | علم القيصر الروسي           | استخدام في عهد بطرس الأكبر .                                                      |
|      | 1703-1742            | العلم الإمبراطوري           | استخدام في عهد بطرس الأكبر .                                                      |
|      | 1742-1799؛ 1801-1828 | العلم الإمبراطوري           | اعتمد الإمبراطوري الروسي الاستخدام في القصور.                                     |
|      | 1799-1801            | العلم الإمبراطوري           | استخدام الإمبراطوري الروسي بول الأول.ظهر هذا العلم في العديد من وثائق تلك الحقبة. |
|      | ق. 1835              | العلم الإمبراطوري           | ذكر العلم الإمبراطوري المستخدم في القصور سنة 1835.                                |
|      | 1858-1917            | العلم الإمبراطوري           | علم إمبراطور روسيا، اعتمد سنة 1858.                                               |

#### أعلام ملكية أخرى
| علم | تاريخ     | استخدام                      | وصف |
| --- | --------- | ---------------------------- | --- |
|     | ق. 1848   | راية إمبراطور عموم روسيا     |     |
|     | ؟-1917    | راية إمبراطور عموم روسيا     |     |
|     | ؟-1917    | علم تسيساريفيتش              |     |
|     | ؟-1917    | راية أمراء الإمبراطورة روسيا |     |
|     | ؟-1917    | راية دوق روسيا الأكبر        |     |
|     | ؟-1917    | راية دوقة روسيا الكبرى       |     |
|     | ؟-1917    | راية تسيساريفيتش             |     |
|     | ؟-1917    | راية دوق روسيا الأكبر        |     |
|     | 1862-1870 | علم دوق القوقاز الأكبر       |     |
|     | 1870-1917 | علم دوق القوقاز الأكبر       |     |

#### راية الحاكم الأعلى
| علم | تاريخ     | استخدام                          | وصف                                                           |
| --- | --------- | -------------------------------- | ------------------------------------------------------------- |
|     | 1919-1920 | علم الحاكم الأعلى للدولة الروسية | استخدمه فريق أول ألكسندر كولتشاك خلال الحرب الأهلية الروسية . |

#### الأعلام الرئاسي
| علم | تاريخ | استخدام                                                      | وصف |
| --- | ----- | ------------------------------------------------------------ | --- |
|     | 1991  | العلم الرئاسي لجمهورية روسيا الاتحادية الاشتراكية السوفياتية | علم غير رسمي لرئيس جمهورية روسيا الاتحادية الاشتراكية السوفياتية، استخدام خلال حفل تنصيب بوريس يلتسين في 10 يوليو 1991. لم ينشأ قانون يحدد العلم الرسمي لرئيس روسيا حتى سنة 1994، في وقت تنصيب يلتسين لأول مرة، إنشاء علم، ولكن دون أي مرسوم جمهوري أو تصميم رسمي. |

### راية
| راية | تاريخ   | استخدام                   | وصف |
| ---- | ------- | ------------------------- | --- |
|      | ج. 1385 | راية جمهورية نوفغورود     | راية تستخدمها جمهورية نوفغورود، تصور قلعة بيضاء على حقل أحمر. |
|      | 1552    | راية الرحمن الرحيم        | راية استخدامها إيفان الرابع أثناء حصار قازان . |
|      | 1610s   | راية ديمتري بوزارسكي      | راية المعركة للجيش التطوعي الثاني تصور ظهور رئيس الملائكة ميخائيل ليشوع. |
|      | 1696    | راية تذكارية لبطرس الأكبر | إنشاء تلك راية بطرس الأكبر في عام 1696. راية مصنوعة من قماش التفتا الأحمر مع حدود بيضاء، وتصور نسرًا ذهبيًا يحوم فوق البحر. على صدر النسر في الدائرة يوجد ملخص رحلة المسيح والرسل القديسين بطرس وبولس. من المحتمل أن تكون الراية مخصصة هجوما أزوف العسكريان الثانية. |

### الرايات التاريخية
| علَم | تاريخ     | استخدام                               | وصف |
| --- | --------- | ------------------------------------- | --- |
|     | ؟-1697    | الراية الرسمية الرئيسية لقيصرية روسيا |     |
|     | ق. 1881   | راية وزارة السكك الحديدية             |     |
|     | ؟-1917    | راية إمبراطور روسيا                   |     |
|     | ؟-1917    | راية إمبراطورة روسيا                  |     |
|     | ؟-1917    | راية تسيساريفيتش من روسيا             |     |
|     | ؟-1917    | راية تسيساريفنا في روسيا              |     |
|     | ؟-1917    | راية دوق روسيا الأكبر                 |     |
|     | ؟-1917    | راية دوقة روسيا الكبرى                |     |
|     | ؟-1917    | راية الأدميرال العام من الدم الملكي   |     |
|     | 1919-1920 | راية الحاكم الأعلى للدولة الروسية     |     |

### أعلام غير رسمية
| علَم | قَدَّم        | الاستخدام المخطط له                                    | وصف |
| --- | ---------- | ------------------------------------------------------ | --- |
|     | 1914       | العلم الوطني للإمبراطورية الروسية                      | ثلاثة ألوان من الخطوط الأفقية، الأبيض والأزرق والأحمر، مع كانتون أصفر مع شعار النبالة. قدم كعلم للاستخدام الخاص عند اندلاع الحرب العالمية الأولى في 8 سبتمبر 1914، وخطط لتقديمه كعلم وطني بعد الحرب، وبالتالي لم يعتمد رسميًا.  |
|     | 1948، 1949 | علم دولة جمهورية روسيا الاتحادية الاشتراكية السوفياتية | اقتراح لعلم دولة جمهورية روسيا الاتحادية الاشتراكية السوفياتية من قبل الفنان (Alexey Kokorekin) . إضافت خطوط أفقية بيضاء وزرقاء في الأسفل، وأخذ كلا الخطين من ارتفاع العلم.                                                    |
|     | ق. 1949    | علم دولة جمهورية روسيا الاتحادية الاشتراكية السوفياتية | اقتراح آخر مع الألوان الثلاثة الروسية التقليدية في الأسفل. |
|     | ق. 1950    | علم دولة جمهورية روسيا الاتحادية الاشتراكية السوفياتية | اقتراح لعلم دولة جمهورية روسيا الاتحادية الاشتراكية السوفياتية بواسطة ميخائيل روديونوف . يتكون من علم تقليدي ثلاثي الألوان ومطرقة ومنجل في منتصف العلم. بسبب اقتراح العلم، اتُهم بمعاداة السوفييت سنة 1950، في قضية لينينغراد . |
|     | 1994؛ 1997 | علم دولة الاتحاد الروسي                                | قدم مشروع أعلام روسيا بعد تفكك الاتحاد السوفييتي مع رموز شيوعية معدلة بشكل طفيف، قدمت عدة مرات في مجلس الدوما من قبل النواب الشيوعيين والزراعيين .                                                                             |
|     | 2007       | رمز راية النصر                                         | رفض بموجب قرار جمهوري الذي أصدره فلاديمير بوتين . استخدام العلم للعرض فقط خلال الاحتفالات بيوم النصر وغيرها من الأحداث المتعلقة بالحروب الماضية خلال القرن الحادي والعشرين، إلى جانب علم الدولة.                               |
|     | 2011       | علم دولة الاتحاد الروسي                                | اقترح فلاديمير جيرينوفسكي من الحزب الديمقراطي الليبرالي على مجلس الدوما اعتماد العلم الإمبراطوري الروسي (رومانوف) باعتباره العلم الرسمي لروسيا .                                                                               |
|     | 2022       | علم دولة الاتحاد الروسي                                | في 19 أبريل، اقترح الحزب الشيوعي لروسيا الاتحادية على مجلس الدوما اعتماد العلم السوفيتي باعتباره العلم الرسمي لروسيا . |

## اطلاع أيضًا
- أعلام الأقاليم الروسية